# Орава (река)
О́рава (словац. Orava, пол. Orawa) — река в Словакии (Жилинский край), приток Вага. Длина реки составляет 60 км, а площадь её водосборного бассейна — 1991,8 км², из которых на территории Словакии находятся 1632,5 км² и 359,3 км² — на территории Польши. Образуется в результате слияния рек Бьела-Орава и Чарна-Орава, на месте чего в середине XX века было сооружено водохранилище Орава. Река со своими притоками считается водно-болотным угодьем международного значения, охраняемым Рамсарской конвенцией.
Речная система Оравы подвержена значительным сезонным флуктуациям уровня воды, однако строительство двух водохранилищ сгладило этот процесс. Среднегодовой расход воды составляет 34 м³/с, его максимум достигается в апреле, минимум — в январе. Глубина реки — от 0,3 до более чем 2 метров.
Климат в бассейне Оравы является переходным от умеренного тёплого и влажного к умеренному холодному. Средняя температура воздуха в январе составляет от −7 °C до −4 °C, в июле — от 12 °C до 18 °C. Среднегодовой уровень осадков находится в диапазоне 800—1200 мм.